# Vous cherchez quelque chose ?
Vous cherchez quelque chose ? (titre original : Looking for Something?) est une nouvelle de science-fiction de Frank Herbert, parue en avril 1952 dans Startling Stories.

## Parutions

### Parutions aux États-Unis
La nouvelle est parue en avril 1952 dans Startling Stories.
En dernier lieu, la nouvelle a été publiée dans The Collected Stories of Frank Herbert (2014, réédition en 2016).

### Parutions en France
La nouvelle est parue en langue française :
- dans Le Livre d'or de la science-fiction : Frank Herbert, éd. Pocket, coll. « Science-fiction », no 5018, 1978 ; réédité ensuite par le même éditeur sous le titre Le Prophète des sables ;
- dans Nouvelles - 1 : 1952-1962  (ISBN 978-2-84344-976-5), éd. Le Bélial', coll. « Kvasar », 2021, pages 25 à 35 ; réédition, Gallimard, coll. « Folio SF » no 721, 2023.

### Parutions dans d'autres pays
La nouvelle est parue en langue allemande : Herrscher der Erde (1974).

## Résumé
L'Empire galactique contrôle des milliers de planètes. La planète Sol III recèle de grandes sources de « korad ». Ses habitants humains ont tous été hypnotisés de manière à ne pas se rendre compte de leur esclavage. 
Un jour Paul Marcus, un hypnotiseur de music-hall, lors d'un numéro d'hypnotisme sur une victime consentante, a le sentiment que s'il lui est possible d'hypnotiser certaines personnes, d'autres peut-être peuvent faire la même chose que lui en grand ? S'il peut implanter des ordres dans l'esprit des gens qu'il fait monter sur scène, les habitants de la planète ont-ils tous des ordres secrets qu'ils doivent respecter ? 
Les capteurs de l'Empire détectent la tentative de Paul Marcus de pénétrer l'esprit de sa victime consentante, et Mirsar Wees, Endoctrineur en chef de la sous-préfecture de la Terre, est bien obligé de prendre en urgence les mesures qui s'imposent…